# Siegfried Buback
Siegfried Buback (født 3. januar 1920 i Wilsdruff, død 7. april 1977 i Karlsruhe) var en tysk jurist, der var rigsadvokat ved Bundesgerichtshof 1974-1977. 
Buback, der var juridisk kandidat fra Universität Leipzig, var erklæret modstander af Rote Armee Fraktion (RAF) og blev det første offer i en serie af begivenheder, der førte til det tyske efterår. Sammen med sin chauffør Wolfgang Göbel og assistent Wolfgang Göbel blev han skudt af nogle RAF-medlemmer, da han rejste fra sit hjem i Neureut til Bundesgerichtshof i Karlsruhe. Mens Bubacks Mercedes holdt for rødt, kørte en motorcykel op på siden af bilen, hvorefter der åbnedes ild mod bilen med et automatvåben. Både Christian Klar, Knut Folkerts, Günter Sonnenberg og Brigitte Mohnhaupt blev sigtet for mordet og sagsøgt, men vigtige detaljer omkring deres rolle i attentatet er fortsat uopklaret. Tysk politi har således ikke kunnet finde ud af hvem der førte motorcyklen og hvem der affyrede de dræbende skud mod Buback.
Om aftenen den 30. marts 2007 – 30 år efter attentatet – blev Bubacks dramatiske endeligt atter genstand for den offentlige debat i Tyskland, da hans søn, Michael Buback, blev kontaktet af det tidligere RAF-medlem Peter-Jürgen Boock. Boocks oplysninger indikerede, at Stefan Wisniewski affyrede skuddene mod Buback. Ifølge Boock var mordet blevet planlagt i Yemen 1976. Stefan Wisniewski og Günter Sonnenberg var dengang blevet udpeget. Den udlægning støttes af Verena Becker, der også var medlem af Rote Armee Fraktion.